# Ireneusz Michalak
Ireneusz Jan Michalak (ur. 31 stycznia 1953 w Pile) – polski polityk, ekonomista, były wojewoda pilski i starosta powiatu pilskiego.

## Życiorys
Ukończył w 1980 studia ekonomiczne na Uniwersytecie Mikołaja Kopernika, następnie studia podyplomowe z zakresu rachunkowości i finansów w Akademii Ekonomicznej w Poznaniu.
W latach 80. krótko pracował w pilskim Kombinacie Budowlanym, następnie był inspektorem w Urzędzie Wojewódzkim. Od 1989 do 1997 był zatrudniony w Fabryce Sprzętu Okrętowego „Meblomor” w Czarnkowie (główny księgowy) oraz w zakładzie telekomunikacji w Pile (zastępca dyrektora ds. ekonomicznych, główny księgowy).
W latach 1997–1998 z ramienia Akcji Wyborczej Solidarność zajmował stanowisko wojewody pilskiego, ostatniego w historii tego województwa. Następnie przez rok pełnił funkcję starosty powiatu pilskiego.
Od 2001 do 2005 kierował biurem poselskim Józefa Skowyry z Ligi Polskich Rodzin. Z ramienia tej partii w 2004 bez powodzenia ubiegał się o mandat posła do Parlamentu Europejskiego. W wyborach samorządowych w 2006 z listy Prawa i Sprawiedliwości został radnym powiatu pilskiego. W 2010 bez powodzenia ubiegał się o reelekcję.
Zajmował kierownicze stanowisko w Uzdrowisku Kołobrzeg. W 2009 otworzył własne biuro rachunkowe.